# Canillas de Esgueva
Canillas de Esgueva (appelé Canillas jusqu'en 1877) est une commune de la province de Valladolid dans la communauté autonome de Castille-et-León en Espagne.

## Sites et patrimoine
- Église San Miguel Arcángel
- Chapelle de la Virgen de Quintanillas
- Ruines du Château de Canillas de Esgueva (es)

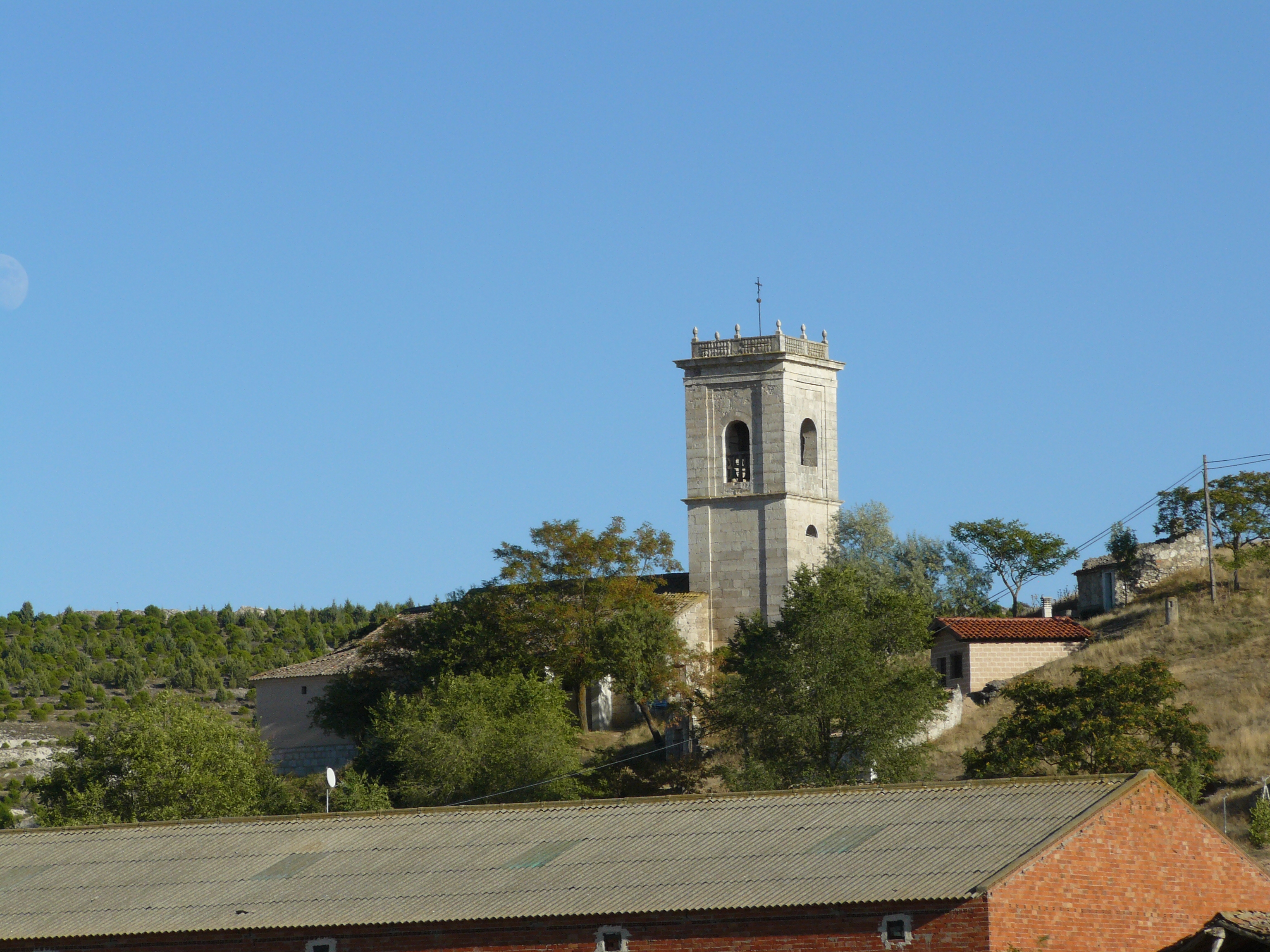
Église San Miguel Arcángel.
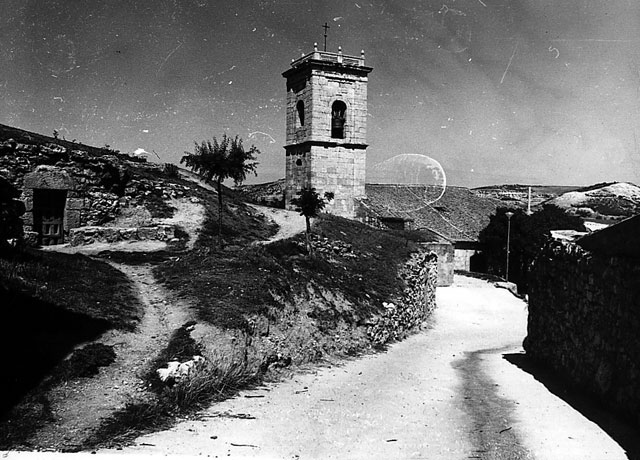
Église San Miguel Arcángel. Fondation Joaquín Díaz.
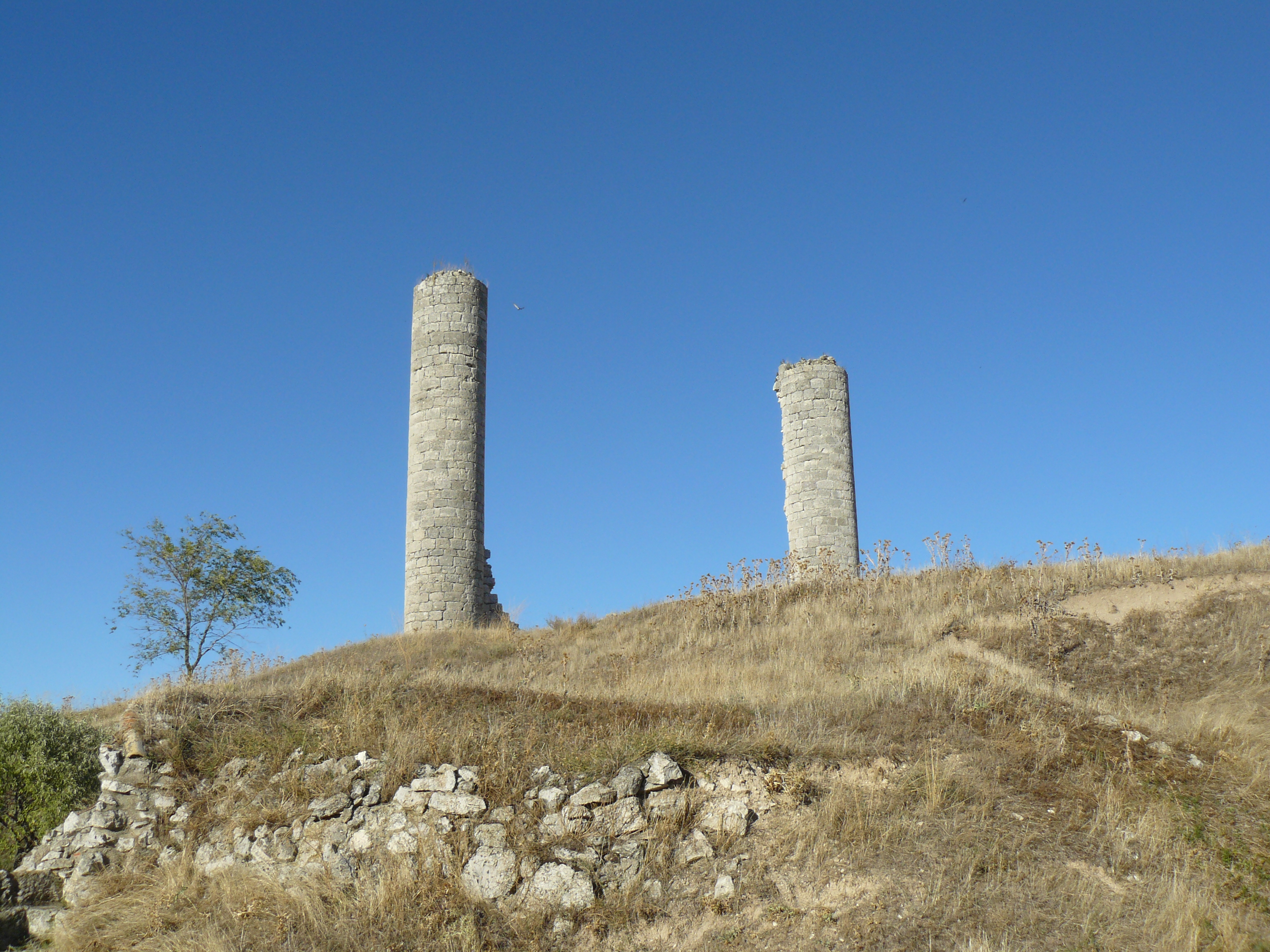
Château de Canillas de Esgueva.
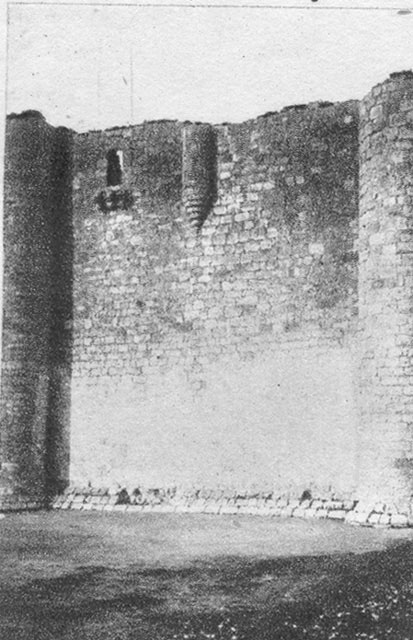
Château de Canillas de Esgueva. Fondation Joaquín Díaz.